# Jiří Strýček
Jiří Strýček (* 5. dubna 1959 Nový Jičín[zdroj?]) je český politik a obchodní manažer, od října 2017 poslanec Poslanecké sněmovny PČR, v letech 1994 až 2002 zastupitel a radní města Nový Jičín za ODS, od roku 2014 zastupitel města za hnutí ANO 2011.

## Život
Vystudoval Fakultu riadenia Vysoké školy ekonomické v Bratislavě (získal titul Ing.). Pracuje jako manažer kloboučnické firmy Tonak.
Jiří Strýček žije ve městě Nový Jičín.

## Politické působení
V komunálních volbách v roce 1994 byl z pozice lídra kandidátky ODS a člena této strany zvolen zastupitelem města Nový Jičín. Mandát pak úspěšně obhájil ve volbách v roce 1998, zatímco ve volbách v roce 2002 a 2006 se mu to již nepodařilo. V období let 1994 až 2002 navíc vykonával i funkci radního města. Zastupitelem města se pak opět stal až po volbách v roce 2014, tentokrát však již jako nestraník za hnutí ANO 2011. Později do hnutí vstoupil.
Ve volbách do Senátu PČR v roce 2016 kandidoval jako nestraník za hnutí ANO 2011 v obvodu č. 67 – Nový Jičín. Se ziskem 18,90 % hlasů skončil na 3. místě a do druhého kola nepostoupil.
Ve volbách do Poslanecké sněmovny PČR v roce 2017 byl zvolen za hnutí ANO 2011 poslancem v Moravskoslezském kraji. V komunálních volbách v roce 2018 obhájil post zastupitele města Nový Jičín. Ve volbách do Poslanecké sněmovny PČR v roce 2021 kandidoval za hnutí ANO 2011 na 7. místě v Moravskoslezském kraji. Získal 1 003 preferenčních hlasů, a stal se tak znovu poslancem.
V komunálních volbách v roce 2022 kandidoval do zastupitelstva Nového Jičína ze 7. místa kandidátky hnutí ANO 2011. Mandát zastupitele města se mu podařilo obhájit.
Ve sněmovních volbách v roce 2025 kandiduje na 5. místě kandidátní listiny hnutí ANO v Moravskoslezském kraji.